# Конвой JW 65
Конвой JW 65 (англ. Convoy JW 65) — арктичний конвой транспортних і допоміжних суден у кількості 26 суден, який у супроводженні союзних кораблів ескорту прямував від берегів Шотландії до радянського порту Мурманськ. Конвой вийшов 11 березня з Ферт-оф-Клайд. 21 березня 1945 року конвой JW 65 прибув до Кольської затоки.

## Історія
Конвой JW 65 складався з 26 вантажних суден, які 11 березня 1945 року вирушили з Клайда до Мурманська. Ближнє прикриття транспортних суден забезпечували есмінці «Мінгз» і «Сторд», шлюп «Лепвінг» і корвети «Елінгтон Касл», «Алнвік Касл», «Бамбург Касл», «Ланкастер Касл», «Камеллія», «Ханісакл», «Оксліп». 12 березня до них приєдналися крейсер «Дайадем», авіаносець «Кампаніа», есмінці «Онслот», «Опорт'юн», «Орвелл», «Скорпіон», «Замбезі», канадський «Сіу» і корвет «Фарнгам Касл».
13 березня німецька служба морської розвідки (B-Dienst) повідомила про виявлення конвою. Вовча зграя «Гаген» з човнів U-307, U-312, U-363, U-968, U-716 і U-997, створена у Берен-Енге, U-995 у Колафіорді, пізніше U-711 приєднується до них, U-313 і U-992 вирушили до Колафіорду. З 15 березня конвой супроводжували авіаносець «Трампітер» і есмінці «Савідж» і «Скордж». З 17 березня усі німецькі підводні човни підтягнулися до Кольського входу. 20 березня О 9 годині ранку колона конвою пройшла в умовах заметілі першу лінію, U-995 потопив радянський мисливець за підводними човнами Бо-224, торпедував пароплав Horace Bushnell (7176 брт), який був змушений зупинитися і згодом був визнаний повністю зруйнованим. Проходячи другу лінію засідки човнів опівдні, конвой наразився на атаку німецьких субмарин, унаслідок чого U-968 потопив шлюп «Лепвінг» і пароплав Thomas Donaldson (7217 GRT). Спроба підводних човнів атакувати авіаносці, які перебували в Баренцевому морі після прибуття конвою, не вдалася.
Решта кораблів та суден дісталася радянського порту без втрат.

## Кораблі та судна конвою JW 65

### Транспортні судна
Позначення
| Назва                       | Прапор          | Тоннаж (GRT) | Прим.                                                                                 |
| --------------------------- | --------------- | ------------ | ------------------------------------------------------------------------------------- |
| Benjamin Schlesinger (1944) | США             | 7 176        |                                                                                       |
| Blue Ranger (1941)          | Велика Британія | 3417         | танкер-заправник конвою                                                               |
| Charles A McAllister (1943) | США             | 7 176        | судно типу «Ліберті»                                                                  |
| Dolabella (1939)            | Велика Британія | 8 142        |                                                                                       |
| Eleazar Lord (1944)         | США             | 7247         |                                                                                       |
| Eloy Alfaro (1944)          | США             | 7 176        | судно типу «Ліберті»                                                                  |
| Empire Stalwart (1943)      | Велика Британія | 7 045        |                                                                                       |
| Fort Boise (1943)           | Велика Британія | 7 151        |                                                                                       |
| Fort Massac (1943)          | Велика Британія | 7 157        |                                                                                       |
| Fort Yukon (1943)           | Велика Британія | 7 153        |                                                                                       |
| Grace Abbott (1942)         | США             | 7 191        | судно типу «Ліберті»                                                                  |
| Horace Bushnell (1943)      | США             | 7 176        | судно типу «Ліберті»; 20 березня тотально зруйнований унаслідок торпедної атаки U-995 |
| Idefjord (1921)             | Норвегія        | 4 287        |                                                                                       |
| James m Gillis (1943)       | США             | 7 176        | судно типу «Ліберті»                                                                  |
| John McDonogh (1943)        | США             | 7 176        | судно типу «Ліберті»                                                                  |
| Lacklan (1929)              | Велика Британія | 8 670        | танкер-заправник конвою                                                               |
| Lawrence J Brengle (1943)   | США             | 7 209        | судно типу «Ліберті»                                                                  |
| Leo J Duster (1943)         | США             | 7 176        | судно типу «Ліберті»                                                                  |
| Nicholas Briddle (1942)     | США             | 7 191        | судно типу «Ліберті»                                                                  |
| San Venancio (1942)         | Велика Британія | 8152         |                                                                                       |
| Stage Door Canteen (1943)   | США             | 7 176        | судно типу «Ліберті»                                                                  |
| Thomas Donaldson (1944)     | США             | 7 210        | судно типу «Ліберті»; 20 березня потоплено U-968                                      |
| W R Grace (1943)            | США             | 7 176        | судно типу «Ліберті»                                                                  |
| William Pepper (1943)       | США             | 7 176        | судно типу «Ліберті»                                                                  |
| William Wheel Wright (1944) | США             | 7 176        | судно типу «Ліберті»                                                                  |
| Winfred L Smith (1944)      | США             | 7 191        | судно типу «Ліберті»                                                                  |

### Кораблі ескорту
| Назва            | Прапор                                  | Тип корабля                            | Прим.                                                                                        |
| ---------------- | --------------------------------------- | -------------------------------------- | -------------------------------------------------------------------------------------------- |
| «Елінгтон Касл»  | Військово-морські сили Великої Британії | корвет типу «Касл»                     | 11-21 березня                                                                                |
| «Алнвік Касл»    | Військово-морські сили Великої Британії | корвет типу «Касл»                     | 11-21 березня                                                                                |
| «Бамбург Касл»   | Військово-морські сили Великої Британії | корвет типу «Касл»                     | 11-21 березня                                                                                |
| «Камеллія»       | Військово-морські сили Великої Британії | корвет типу «Флавер»                   | 11-21 березня                                                                                |
| «Кампаніа»       | Військово-морські сили Великої Британії | ескортний авіаносець типу «Наірана»    | 11-21 березня                                                                                |
| «Дайадем»        | Військово-морські сили Великої Британії | легкий крейсер/крейсер ППО типу «Дідо» | 12-21 березня                                                                                |
| «Фарнгам Касл»   | Військово-морські сили Великої Британії | корвет типу «Касл»                     | 12-21 березня                                                                                |
| «Ханісакл»       | Військово-морські сили Великої Британії | корвет типу «Флавер»                   | 11-21 березня                                                                                |
| «Ланкастер Касл» | Військово-морські сили Великої Британії | корвет типу «Касл»                     | 11-21 березня                                                                                |
| «Лепвінг»        | Військово-морські сили Великої Британії | шлюп типу «Модифікований Блек Свон»    | 20 березня 1945 року затоплений німецьким підводним човном U-968                             |
| «Мінгз»          | Військово-морські сили Великої Британії | лідер ескадрених міноносців типу «Z»   | 11-21 березня                                                                                |
| «Онслот»         | Військово-морські сили Великої Британії | ескадрений міноносець типу «O»         | 12-21 березня; повернувся до порту після зіткнення з танкером Blue Ranger у ході заправлення |
| «Опорт'юн»       | Військово-морські сили Великої Британії | ескадрений міноносець типу «O»         | 12-21 березня                                                                                |
| «Орвелл»         | Військово-морські сили Великої Британії | ескадрений міноносець типу «O»         | 12-21 березня                                                                                |
| «Оксліп»         | Військово-морські сили Великої Британії | корвет типу «Флавер»                   | 11-21 березня                                                                                |
| «Савідж»         | Військово-морські сили Великої Британії | ескадрений міноносець типу «S»         | 15-21 березня                                                                                |
| «Скорпіон»       | Військово-морські сили Великої Британії | ескадрений міноносець типу «S»         | 12-21 березня                                                                                |
| «Скодж»          | Військово-морські сили Великої Британії | ескадрений міноносець типу «S»         | 15-21 березня                                                                                |
| «Сіу»            | Військово-морські сили Канади           | ескадрений міноносець типу «V»         | 12-21 березня                                                                                |
| «Сторд»          | Військово-морські сили Норвегії         | ескадрений міноносець типу «S»         | 11-21 березня                                                                                |
| «Трампітер»      | Військово-морські сили Великої Британії | ескортний авіаносець типу «Боуг»       | 15-21 березня                                                                                |
| «Замбезі»        | Військово-морські сили Великої Британії | ескадрений міноносець типу «Z»         | 12-21 березня                                                                                |

## Підводні човни Крігсмаріне, що брали участь в атаці на конвой
| Назва | Тип     | Командир                                  | Прим.                                                       |
| ----- | ------- | ----------------------------------------- | ----------------------------------------------------------- |
| U-307 | VII C   | оберлейтенант-цур-зее Еріх Крюгер         | не здобув перемоги                                          |
| U-312 | VII C   | оберлейтенант-цур-зее Юрген фон Гаца      | не здобув перемоги                                          |
| U-313 | VII C   | капітан-лейтенант Фрідгельм Швайгер       | не здобув перемоги                                          |
| U-363 | VII C   | капітан-лейтенант Вернер Нес              | не здобув перемоги                                          |
| U-711 | VII C   | капітан-лейтенант Ганс-Гюнтер Ланге       | не здобув перемоги                                          |
| U-716 | VII C   | оберлейтенант-цур-зее Юрген Тімме         | не здобув перемоги                                          |
| U-968 | VII C   | оберлейтенант-цур-зее Отто Вестфален      | 20 березня затопив шлюп «Лепвінг» і судно Thomas Donaldson  |
| U-992 | VII C   | оберлейтенант-цур-зее Ганс Фальке         | не здобув перемоги                                          |
| U-995 | VIIC/41 | оберлейтенант-цур-зее Ганс-Георг Гесс     | 20 березня завдав тотальних руйнувань судну Horace Bushnell |
| U-997 | VIIC/41 | оберлейтенант-цур-зее резерву Ганс Леманн | не здобув перемоги                                          |